# Hoang tưởng ký sinh trùng
Hoang tưởng ký sinh trùng (Delusional Parasitosis) là một loại bệnh tâm thần, người bệnh có niềm tin dai dẳng rằng họ bị nhiễm các mầm bệnh sống hoặc mầm bệnh không sống như ký sinh trùng, côn trùng hoặc bọ trong khi thực tế không có bất kỳ sự lây nhiễm nào xảy ra. Các báo cáo cho thấy người bệnh xuất hiện những triệu chứng ảo giác về xúc giác, hay còn được gọi là chứng cảm giác kiến bò, một cảm giác giống như bị côn trùng bò trên da hoặc dưới da. Chứng Morgellons cũng được xem là một dạng phụ của căn bệnh nêu trên, người bệnh bị lở loét và họ tin rằng chúng có chứa các chất xơ có hại.
Hoang tưởng ký sinh trùng được phân loại là một căn bệnh tâm thần theo Cẩm nang Chẩn đoán và Thống kê Rối loạn tâm thần (DSM-5). Hiện vẫn chưa rõ nguyên nhân gây bệnh, nhưng chúng được cho là có liên quan đến lượng Dopamine dư thừa trong não. Chứng hoang tưởng ký sinh trùng được chẩn đoán khi bệnh đã kéo dài một tháng hoặc lâu hơn, và triệu chứng duy nhất của bệnh là hoang tưởng. Rất ít người bệnh sẵn sàng chấp nhận điều trị, bởi vì họ không nhận ra đây là một căn bệnh về ảo giác.  Để điều trị, bệnh nhân sẽ được kê đơn thuốc chống loạn thần, và liệu pháp hành vi nhận thức hoặc thuốc chống trầm cảm cũng được sử dụng để giúp giảm bớt các triệu chứng do bệnh gây ra.
Chứng hoang tưởng ký sinh trùng là một chứng bệnh rất hiếm gặp và thường xuyên được quan sát thấy ở phụ nữ cao gấp đôi so với nam giới. Độ tuổi trung bình của những người mắc chứng rối loạn này rơi vào khoảng 57. Căn bệnh này còn có cách gọi khác là hội chứng Ekbom, nó được lấy từ tên của nhà thần kinh học Karl-Axel Ekbom, người đã công khai một bản tường trình cụ thể về căn bệnh này năm 1937 và 1938.

## Phân loại
Hoang tưởng ký sinh trùng thuộc Rối loạn dạng cơ thể - một dạng phụ của Bệnh tâm thần  theo Cẩm nang Chẩn đoán và Thống kê Rối loạn tâm thần (DSM-5).  Cái tên Hoang tưởng ký sinh trùng đã trở thành tên gọi phổ biến nhất kể từ năm 2015, nhưng cũng được gọi là hoang tưởng côn trùng (Delusional infestation), ảo giác ký sinh trùng (delusory parasitosis), delusional ectoparasitosis, bệnh tâm thần ký sinh (psychogenic parasitosis), hội chứng Ekbom, chứng sợ bệnh ngoài da (dermatophobia), chứng sợ ký sinh trùng (parasitophobia), chứng cảm giác kiến bò (formication) và "bọ cocaine".
Morgellons là một dạng hoang tưởng ký sinh trùng, khi đó người bệnh có cảm giác đau đớn trên da và họ tin rằng chúng chứa các loại sợi khác nhau; biểu hiện của nó rất giống với các chứng hoang tưởng tương tự khác, những người mắc chứng bệnh này đã tự chẩn đoán và họ cũng tin rằng có các dây hoặc sợi trong các vết thương trên da của họ.
Chứng hoang tưởng ký sinh trùng làm tổ (delusory cleptoparasitosis) cũng là một dạng ảo tưởng về ký sinh trùng và người bệnh tin rằng sự lây nhiễm đang ở trong nhà của họ,  chứ không phải bên trên hay bên trong cơ thể.

## Các dấu hiệu và triệu chứng
Những người mắc bệnh hoang tưởng ký sinh trùng họ có niềm tin vững chắc về việc có ký sinh trùng, giun, ve, vi khuẩn, nấm chui hoặc bò dưới da dù cho không có bất kỳ bằng chứng khách quan nào ủng hộ niềm tin đó. Có nhiều thông tin chi tiết khác nhau cho thấy những người mắc tình trạng này thường có những biểu hiện như cảm giác kiến bò và châm chích hoặc cảm nhận được rằng chúng bò lên hoặc chui vào da một cách chân thực. Một số cá nhân người mắc bệnh có thể tự gây thương tích khi cố gắng loại bỏ "ký sinh trùng", dẫn đến các tổn thương trên da và gây ra bệnh da liễu như trầy da, vết bầm tím và vết cắt, hoặc các tổn thương da do thói quen cũng như ám ảnh việc tẩy rửa bằng các chất hóa học.
Các cá nhân bị bệnh hoang tưởng ký sinh trùng "thường được biết rằng trước đó họ đã từng bị côn trùng cắn hoặc đã từng đi du lịch, dùng chung quần áo và tiếp xúc với người bị nhiễm bệnh"; những biểu hiện như vậy có thể dẫn đến việc ghi nhận sai các triệu chứng do nhận thức rõ hơn về các triệu chứng mà trước đây họ có thể đã bỏ qua. Gần như bất kỳ dấu vết trên da hay vật thể nào được tìm thấy trên người hoặc quần áo của họ đều có thể được coi là dấu hiệu cho việc bị nhiễm ký sinh trùng và những người mắc bệnh thường buộc phải thu thập những "dấu hiệu" như vậy để trình bày cho các chuyên gia y tế. Các trình bày này được gọi là "dấu hiệu bao diêm", "dấu hiệu túi zip" hoặc "dấu hiệu mẫu vật", bởi vì "mẫu vật" thường được trình bày trong một hộp đựng nhỏ như bao diêm. Dấu hiệu hộp diêm chiếm từ năm đến tám trong số mười người bị bệnh hoang tưởng ký sinh trùng. Trường hợp liên quan là "dấu hiệu mẫu vật kỹ thuật số", trong đó người bệnh mang theo bộ sưu tập ảnh ghi lại tình trạng của họ.
Các chứng hoang tưởng tương tự có thể xuất hiện ở những người thân ruột thịt - một tình trạng chung được gọi là folie à deux— hay còn gọi là rối loạn tâm thần chung – nó chiếm từ 5% đến 15% các ca bệnh. Chúng tôi theo dõi tính chất của hoang tưởng nghi bệnh trên bệnh nhân, do quá trình các triệu chứng khó chịu ảnh hưởng đồng thời không giải thích được bởi các chuyên khoa có thể dẫn tới những cảm xúc, suy nghĩ về bệnh trên bệnh nhân này. Khi những người bị ảnh hưởng được tách ra, các triệu chứng của họ thường giảm dần, nhưng hầu hết vẫn cần điều trị.
Khoảng tám trong số mười người bị bệnh hoang tưởng ký sinh trùng đều có cùng các tình trạng đồng thời xảy ra - chủ yếu là trầm cảm, sau đó là lạm dụng chất kích thích và lo lắng. Cuộc sống cá nhân và nghề nghiệp của họ thường xuyên bị gián đoạn vì họ vô cùng đau khổ về các triệu chứng của mình.
Năm 2011 trên 108 bệnh nhân không tìm thấy bằng chứng về nhiễm trùng da trong sinh thiết da và bệnh phẩm do bệnh nhân cung cấp; nghiên cứu kết luận rằng cảm giác nhiễm trùng trên da là bệnh hoang tưởng ký sinh trùng.

## Nguyên nhân
Nguyên nhân của chứng hoang tưởng ký sinh trùng chưa được nghiên cứu rõ. Một giả thuyết cho rằng căn nguyên của bệnh này có thể liên quan đến việc giảm chức năng vận chuyển dopamine của thể vân, dẫn đến tăng mức dopamine ngoại bào. Thông thường, ảo tưởng về ký sinh trùng biểu hiện thứ phát sau một rối loạn tâm thần nguyên phát. Những rối loạn này bao gồm tâm thần phân liệt, rối loạn lưỡng cực, trầm cảm, lo âu, rối loạn ám ảnh cưỡng chế, bệnh Parkinson và bệnh Huntington , nhiễm Virus gây suy giảm miễn dịch ở người và thiếu sắt. Ngoài ra hoạt động rối loạn chức năng của não bộ và rối loạn chức năng vòng vân - đồi thị - vỏ đại não có thể đóng một vai trò quan trọng trong sinh lý bệnh của DP, dẫn đến nhận thức sai về xúc giác và đôi khi là ảo giác lẫn thị giác.

## Chẩn đoán
Chứng hoang tưởng ký sinh được chẩn đoán khi hoang tưởng là biểu hiện chính của bệnh rối loạn tâm thần, cơn hoang tưởng đã kéo dài một tháng hoặc lâu hơn. Người bệnh thường có hành vi kì lạ có thể nhận biết rõ ràng thêm vào đó người bệnh thường có triệu chứng rối loạn tâm trạng có thể bộc phát bất cứ lúc nào và sự ảo tưởng có thể được giải thích như là một tình trạng bệnh lý khác như rối loạn tâm thần, hoặc ảnh hưởng của một chất kích thích nào đó.
Trong bệnh ký sinh trùng hoang tưởng nguyên phát, hoang tưởng là biểu hiện duy nhất của một chứng rối loạn tâm thần. Chứng hoang tưởng thứ phát ký sinh xảy ra khi một tình trạng tâm thần khác như bệnh tật hoặc sử dụng chất (y tế hoặc ma túy) gây ra các triệu chứng. Trong những trường hợp này, hoang tưởng là một triệu chứng của một tình trạng khác chứ không phải là chính chứng rối loạn đó.  Dạng ký sinh trùng thứ phát có thể là cơ năng (do chủ yếu là rối loạn tâm thần) hoặc hữu cơ (do bệnh nội khoa khác hoặc bệnh hữu cơ).  Dạng hữu cơ thứ cấp có thể liên quan đến thiếu vitamin B12, suy giáp, thiếu máu, viêm gan, tiểu đường, HIV / AIDS, giang mai hoặc lạm dụng chất kích thích.
Khám nghiệm để loại trừ các nguyên nhân khác là mấu chốt để chẩn đoán. Nhiễm ký sinh trùng được loại trừ thông qua kiểm tra da và phân tích trong phòng thí nghiệm. Bệnh nhân có thể bị nhiễm trùng do vi khuẩn có thể xuất hiện do cá nhân liên tục tác động trên da của họ gây nên tổn thương. Xét nghiệm để loại trừ các tình trạng khác và  phân tích trong phòng thí nghiệm như: xét nghiệm máu, bảng chuyển hóa toàn diện, tốc độ lắng hồng cầu, các protein phản ứng lâm sàn, phân tích nước tiểu để tìm chất độc và hormone kích thích tuyến giáp, ngoài ra còn có sinh thiết da và xét nghiệm da liễu để phát hiện và loại trừ ký sinh trùng.

## Điều trị
Tính đến năm 2019, chưa có bất kỳ nghiên cứu nào so sánh các phương pháp điều trị hiện có với giả dược. Phương pháp điều trị hiệu quả duy nhất đó là dùng thuốc chống loạn thần liều thấp.Liệu pháp nhận thức hành vi (CBT) cũng có thể hữu ích. Risperidone là phương pháp điều trị được lựa chọn. Trong nhiều năm, phương pháp điều trị được lựa chọn là pimozide, nhưng nó có tác dụng phụ cao hơn so với các thuốc chống loạn thần mới hơn.Aripiprazole và ziprasidone có hiệu quả nhưng chưa được nghiên cứu rõ về chứng hoang tưởng ký sinh trùng. Olanzapine cũng có hiệu quả. Tất cả đều được sử dụng với liều lượng thấp nhất có thể và tăng dần cho đến khi các triệu chứng thuyên giảm.
Những người mắc chứng bệnh này thường từ chối chẩn đoán y tế chuyên nghiệp về chứng hoang tưởng ký sinh trùng và rất ít người sẵn sàng điều trị, mặc dù hiệu quả có thể chứng minh được, khiến tình trạng bệnh khó kiểm soát. Việc trấn an cá nhân bị DP rằng không có bằng chứng về sự lây nhiễm thường không hiệu quả, vì bệnh nhân có thể bác bỏ điều đó. Bởi vì những người bị DP thường gặp nhiều bác sĩ với các chuyên khoa khác nhau, cảm giác bị cô lập và trầm cảm, có được sự tin tưởng của bệnh nhân và hợp tác với các bác sĩ khác, là những phần quan trọng của phương pháp điều trị. Các bác sĩ da liễu có thể thành công hơn khi giới thiệu việc sử dụng thuốc như một cách để giảm bớt cơn ngứa ngáy khó chịu.Trực tiếp đối mặt với cá nhân về chứng hoang tưởng là vô ích vì theo định nghĩa, ảo tưởng không có khả năng thay đổi; đối mặt với niềm tin thông qua CBT được thực hiện ở những người cởi mở với liệu pháp tâm lý. Phương pháp điều trị gồm 5 giai đoạn được đưa ra bởi Heller và cộng sự. (2013) nhằm thiết lập mối quan hệ và sự tin cậy giữa bác sĩ và bệnh nhân.

## Tiên lượng
Thời gian trung bình của tình trạng này là khoảng 3 năm.  Tình trạng này dẫn 
đến sự cô lập xã hội và ảnh hưởng đến việc làm.  Có thể chữa khỏi bằng thuốc chống loạn thần hoặc bằng cách điều trị các bệnh tiềm ẩn.

## Dịch tễ học
Mặc dù là một chứng rối loạn hiếm gặp, nhưng ký sinh trùng hoang tưởng là chứng rối loạn tâm thần rối loạn lo âu phổ biến nhất, sau các loại ảo tưởng khác như mùi cơ thể hoặc chứng hôi miệng.  Nó có thể không bị phát hiện vì những người mắc bệnh này không đến gặp bác sĩ tâm thần vì họ không nhận ra tình trạng này là chứng hoang tưởng.  Một nghiên cứu dựa trên dân số ở Quận Olmsted, Minnesota cho thấy tỷ lệ hiện mắc là 27 trên 100.000 người-năm và tỷ lệ mắc (dịch tễ học) | tỷ lệ mắc gần 2 trường hợp trên 100.000 người-năm.  Đa số các bác sĩ da liễu sẽ gặp ít nhất một người bị DP trong suốt thời gian làm việc của họ.
Nó được quan sát thấy ở phụ nữ thường xuyên hơn hai lần so với nam giới. Tỷ lệ mắc bệnh cao nhất xảy ra ở những người ở độ tuổi 60, nhưng cũng có tỷ lệ xảy ra cao hơn ở những người ở độ tuổi 30, liên quan đến việc sử dụng chất kích thích . Nó xảy ra thường xuyên nhất ở những phụ nữ "tách biệt với xã hội" với độ tuổi trung bình là 57.
Kể từ đầu những năm 2000, sự hiện diện mạnh mẽ của Internet đã khiến việc tự chẩn đoán Morgellons ngày càng tăng.

## Lịch sử
Karl-Axel Ekbom, nhà thần kinh học người Thủy Điển, lần đầu miêu tả chúng hoang tưởng ký sinh trùng "ảo tưởng về chứng hoang tưởng trước tuổi già" năm 1937. Tên của chứng hoang tưởng ký sinh đã được thay đổi nhiều lần từ đó.  Ekbom sử dụng tiếng đức gọi là   dermatozoenwahn, Nhưng quốc tế sử dụng thuật ngữ hội chứng Ekbom. Nhưng thuật ngữ đã không còn được ưa chuộng vì nó dùng để chỉ hội chứng restless legs syndrome. Các tên khác ám chỉ "ám ảnh"đã bị từ chối vì chứng rối loạn lo âu không phải là triệu chứng điển hình. eponymous Ekbom's được chuyển thành "Hội chứng ký sinh trùng" vào năm 1946 trong tài liệu tiếng Anh , khi hai nhà nguyên cứu J Wilson và H Miller mô tả một loạt các trường hợp, và  "sự phá hoại ảo tưởng" vào năm 2009. Tên phổ biến nhất kể từ năm 2015 là "Ký sinh trùng ảo tưởng".
Bản gốc Ekbom được dịch sang tiếng anh năm 2003; các tác giả đưa ra giả thuyết  rằng James Harrington (1611–1677) có thể là "người đầu tiên nghi nhận mắc chứng như vậy khi anh ta 'bắt đầu tưởng tượng rằng mồ hôi của mình chuyển thành ruồi, và đôi khi là ong hay một loài côn trùng khác ."

## Hội chứng Morgellons
Mary Leitao, người sáng lập Quỹ nghiên cứu Morgellons, đặt ra tên Morgellons vào năm 2002, làm sống lại nó từ một bức thư do một bác sĩ viết vào giữa những năm 1600 . Leitao và những người khác tham gia vào quỹ của cô ấy (người tự nhận là có Morgellons) đã vận động thành công các thành viên của U.S. Quốc hội và Trung tâm Kiểm soát và Phòng ngừa Dịch bệnh (CDC) của Hoa Kỳ để điều tra tình trạng bệnh vào năm 2006. CDC đã xuất bản kết quả của nghiên cứu kéo dài nhiều năm vào tháng 1 năm 2012. Nghiên cứu không tìm thấy tình trạng nhiễm trùng tiềm ẩn và một số sinh vật bệnh xuất hiện ở những người có Morgellons; các sợi được tìm thấy có khả năng là bông và tình trạng "tương tự như các tình trạng thường được công nhận hơn, chẳng hạn như chứng hoang tưởng nhiễm bệnh".
Một cộng đồng trực tuyến tích cực đã ủng hộ quan điểm cho rằng Morgellons là một bệnh truyền nhiễm và đề xuất mối liên hệ với bệnh Lyme. Các ấn phẩm "phần lớn từ một nhóm điều tra viên" mô tả những phát hiện về xoắn khuẩn, chất sừng và collagen trong các mẫu da của một số ít người; những phát hiện này mâu thuẫn với các nghiên cứu lớn hơn nhiều do CDC thực hiện.

## Văn hóa xã hội
Jay Traver (1894–1974) là một nhà côn trùng học của Đại học Massachusetts Amherst, được biết đến với "một trong những sai lầm đáng chú ý nhất từng được công bố trên một tạp chí côn trùng học khoa học", sau khi xuất bản vào năm 1951 về cái mà bà gọi là sự phá hoại của loài ve, mà sau đó được chứng minh là không chính xác, và điều đó đã được những người khác mô tả như một trường hợp kinh điển của bệnh ký sinh trùng hoang tưởng, được chứng minh bằng mô tả chi tiết của chính cô ấy. Matan Shelomi lập luận rằng bài báo lịch sử nên được rút lại vì nó đã khiến mọi người hiểu lầm về sự ảo tưởng của họ. Ông nói rằng bài báo đã gây "thiệt hại vĩnh viễn và lâu dài" cho những người mắc chứng hoang tưởng ký sinh, "những người đã phổ biến rộng rãi và trích dẫn các bài báo như Traver và các báo cáo giả khoa học hoặc sai khác" qua internet, khiến việc điều trị và chữa khỏi khó khăn hơn. Shelomi đã công bố một nghiên cứu khác vào năm 2013 về cái mà ông gọi là hành vi sai trái khoa học khi một bài báo năm 2004 trên Tạp chí của Hiệp hội Côn trùng học New York bao gồm những gì ông nói là thao tác hình ảnh của một mẫu hộp diêm để hỗ trợ cho tuyên bố rằng những người bị DP bị lây nhiễm collembola.